# Пеллипарио, Никколо
Никколо Пеллипарио, также Никола да Урбино (итал. Niccolò Pellipario, Nicola da Urbino, ок. 1480—1540/1547) — мастер росписи изделий итальянской майолики из Кастель-Дуранте, работавший также в Урбино.
Мастер, вероятно, родился в местечке Кастель-Дуранте (в 1636 году при папе Урбане VIII переименованном в Урбанию) близ Урбино. Его настоящая фамилия Шиппе (Schippe). Вместе со своим братом Симоне он практиковал кожевенное дело и торговал кожей. Отсюда прозвания: Пеллипарио, или дель Пелличчио (итал. рelle — кожа).
Никколо переехал в Урбино и, благодаря славе своих изделий, стал известен как Никола да Урбино. Предположительно, до этого был в Венеции. Согласно данным авторитетных исследователей истории керамики А. Дарселя и А. Н. Кубе, около 1528 года Пеллипарио переехал в Урбино, в мастерскую своего сына Гвидо Шиппе, или Гвидо Дурантино (Гвидо ди Кастель-Дуранте или Гвидо да Кастелло), принявшего позднее, около 1553 года, фамилию Фонтана, дабы его работы отличали от произведений отца, снискавшего известность под прозванием Пеллипарио. Керамистами были двое племянников Никколо — Орацио и Камилло (сыновья Гвидо), а также ещё один племянник Фламинио.
Мастер Никколо прославился сложными многофигурными композициями в жанре «историати» на мифологические и библейские сюжеты. Он также использовал бытовые сцены или истории из «Метаморфоз» Овидия, но более всего — композиции гравюр Маркантонио Раймонди по рисункам Рафаэля. На оборотной стороне тарелок и блюд часто помещали названия композиций с отсылками на литературные произведения, из которых взят тот или иной сюжет. Иногда ставили монограмму мастера и дату, но не времени росписи, а года издания гравюры или книги, откуда заимствована композиция.
Такие композиции называли «рафаэлесками», или «белли» (красивыми). Работы Никколо Пеллипарио заметно выделяются отличным качеством рисунка с тщательной моделировкой формы обнажённых фигур, а также знанием архитектурной перспективы, что вызвало предположение о его специальной художественной подготовке. Стиль, созданный этим мастером, получил название «урбинского» и он оказал значительное влияние на других мастеров.
Учеником Никколо был другой известный мастер: Франческо Ксанто Авелли ди Ровиго.